# Булевардът на залеза
„Булевардът на залеза“ (на английски: Sunset Boulevard) е американски драматичен игрален филм, излязъл по екраните през 1950 година, режисиран от Били Уайлдър с участието на Уилям Холдън, Глория Суонсън и Ерих фон Щрохайм в главните роли. Сценарият е написан също от режисьора Уайлдър заедно с Чарлс Бракет и Д.М. Маршман.

## Сюжет
Произведението разказва историята за неуспелия сценарист Джо Гилис (Холдън), който се натъква на живеещата в усамотение, все по-избледняваща холивудска звезда от периода на нямото кино Норма Дезмонд (Суонсън). Тя го въвлича във фантазиите си, мечтаейки за триумфално завръщане на екрана.

## В ролите
| Актьор           | Роля                     |
| ---------------- | ------------------------ |
| Уилям Холдън     | Джоузеф Гилис            |
| Глория Суонсън   | Норма Дезмонд            |
| Ерих фон Щрохайм | Максимилиан фон Майеринг |
| Нанси Олсън      | Бети Шафър               |
| Фред Кларк       | Шелдрейк                 |
| Лойд Гоф         | Марино                   |
| Джак Уеб         | Артър Грийн              |
| Франклин Фарнъм  | предприемач              |
| Сесил Демиле     | Себе си                  |
| Бъстър Кийтън    |                          |
| Ана Нилсън       |                          |
| Х.Б. Уорнър      |                          |
| Рей Еванс        |                          |
| Джей Ливингстън  | [ 1 ]                    |

## Награди и номинации
Приет възторжено от критиката при излизането си, „Булевардът на залеза“ е сред основните заглавия на 23-тата церемония по връчване на наградите „Оскар“, където е номиниран за отличието в цели 11 категории, включително за най-добър филм, печелейки 3 статуетки. На наградите „Златен глобус“, филмът е победител в 3 категории, в това число за най-добър драматичен филм и най-добра актриса за изпълнението на Глория Суонсън. Произведението е широко възприемано като класика и въобще като едно от най-добрите постижения на американското кино.
През 1989 година, филмът е в първата група произведения, избрани като културно наследство за опазване в Националния филмов регистър към Библиотеката на Конгреса на САЩ. Авторитетното списание Empire включва произведението сред първите 100 в списъка си „500 най-велики филма за всички времена“.